# Monster (singel Kanye Westa)
Monster – trzeci singel amerykańskiego rapera Kanye Westa z jego piątego albumu studyjnego My Beautiful Dark Twisted Fantasy. Został wydany 23 października 2010 roku w serwisie iTunes. Utwór został nagrany we współpracy z Jay-Z, Rickiem Rossem, Justinem Vernonen z grupy Bon Iver i Nicki Minaj.